# Statisztikai tanulás
A statisztikai tanulás egy elméleti megközelítés, ami azokat a tanulási formákat szeretné megmagyarázni, amik szándékos erőfeszítés nélkül mennek végbe. Ilyen tanulási forma például a hétköznapi életből ismert nyelvelsajátítással párhuzamos szóhatártanulás.
A statisztikai tanulás megközelítésének képviselői úgy gondolják, hogy a szándékos erőfeszítés nélkül történő tanulás amiatt jöhet létre, mert a megtanulandó anyag elemei gyakorisági információkat tárolnak. A kognitív rendszerünk pedig ezt a gyakorisági információt tárolja. Vagyis nem a megtanulandó elemek egymás utáni sorozatát rögzítjük (pl. tömbökben, ahogy ezt az implicit tanulási megközelítés képviselői feltételezik), hanem külön a megtanulandó elemeket és külön azt a gyakoriságra vonatkozó információt, hogy egy elem milyen gyakorisággal követ ill. előz meg egy másikat.

## Példa
A különböző nyelvek fonémái eltérő gyakorisággal állnak egymás mellett. Az „A kutya megette a csontot.” mondatban ha a szótagokat átcsoportosítanánk, akkor nem csak a szavak veszítenék el értelmüket, de az az érzésünk is támadna, hogy nem túl gyakori a nyelvben a fonémák egy ilyen csoportosulása. Például „Aku tyameg ette acsont ot.”
A statisztikai tanulás megközelítése szerint a szóhatárok elsajátításában nagy szerepe lehet azon gyakorisági információ ismeretének, hogy bizonyos fonémák nagyobb gyakorisággal állnak egymás mellett egy szóban, mint mások.